# Jen LaPonte
Jennifer „Jen“ LaPonte (* 3. Juli 1989 in Castro Valley) ist eine US-amerikanische Fußballspielerin.

## Karriere
Während ihres Studiums an der Santa Clara University lief LaPonte von 2008 bis 2011 für das dortige Hochschulteam der Santa Clara Broncos auf. Während der Spielzeiten 2013 und 2014 stand sie als Amateurspielerin im Aufgebot der NWSL-Franchises Boston Breakers und Seattle Reign FC, kam jedoch zu keinem Pflichtspieleinsatz. Anfang 2015 wechselte sie zu den Houston Dash und debütierte dort am 15. Mai gegen die Chicago Red Stars. Nach fünf weiteren Einsätzen im Saisonverlauf wurde sie Anfang April 2016 von den Dash freigestellt.